# Vanlig geting
Vanlig geting (Vespula vulgaris) är en stekel tillhörande familjen getingar. Arten är en av de vanligaste samhällsbildande getingarna i Norden.

## Beskrivning
Hela kroppen har gula teckningar på svart botten, på bakkroppen i form av tvärränder. Clypeus (också kallad munskölden) är gul med en svart teckning i mitten, stor hos honorna (drottning och arbetare), mera oregelbunden hos hanarna. Hos den nordliga formen är den gula färgen inte särskilt kraftig, medan färgformen i den sydligare delen av utbredningsområdet (pseudogermanica) har betydligt varmare gula teckningar. Även förväxlingsarten tysk geting har samma varmgula färg på teckningarna, dessutom är dessa mer omfattande. Arbetarna är 11 till 14 mm långa, drottningen 16 till 19 mm lång och drönarna 13 till 17 mm långa. Honorna har en giftgadd som i likhet med vad fallet är hos de flesta andra gaddsteklar med undantag för honungsbina kan användas upprepade gånger.

## Utbredning
Arten förekommer från Irland och Storbritannien över Europa och Asien till Koreahalvön och Japan. Den har dessutom blivit införd till Island, Australien och Nya Zeeland. Tidigare antogs det att arten även fanns i Nordamerika, men undersökningar 2010 har visat att den art som troddes vara vanlig geting där var en annan art, Vespula alascensis.
I Sverige finns arten i större delarna av landet, med undantag för inre Norrland. I Finland finns arten i hela landet, men något glesare mot norr.

## Ekologi
Habitaten är skiftande: Arten förekommer i barrskog, lövskog, buskskog, gräsmarker, jordbruksbygder och även i samhällen som trädgårdar, fruktodlingar och byggnader.

### Föda
Larverna livnär sig på animalisk, proteinrik föda som andra insekter, inte minst larver, vilken fångas av drottningen och senare arbetarna. De fullvuxna individerna lever dock främst på sockerhaltig föda, till exempel från fallfrukt, trädsav eller nektar. Även honungsdagg från bladlöss förtärs.

### Getingboet
Den nya drottningen kommer fram ur övervintringsboet på våren och börjar bygga upp boet i form av sexkantiga celler, där hon sedan lägger ägg. Boet är uppbyggt av ett slags pappersmassa, som skapats av tuggade, murkna träfibrer och saliv. Det placeras oftast underjordiskt,, men kan även byggas på vindar, eller i utrymmen som håligheter ovan jord och ihåliga träd.
På norra halvkotet innehåller boet flera tusen individer,  som mest omkring 20 000 stycken. Ibland på Nya Zeeland och mer ofta i Australien kan emellertid ett samhälle av vanlig geting överleva mer än ett år. Speciellt i Australien kan därför samhällena bli mycket stora, upptill 100 000 individer kan finnas i ett flerårigt bo. I vanliga fall är boutvecklingen dock en ettårscykel, och boet återanvänds inte.

### Utveckling
Drottningen lägger ett ägg i varje cell i boet. Äggen ger upphov till larver, som förpuppas efter några veckor. Efter en till två veckor kläcks pupporna och ger upphov till parningsodugliga honor, arbetare. Dessa tar över drottningens uppgifter, så hon kan fokusera på att lägga ägg. Mot hösten, sent i augusti, börjar hon producera könsdjur (drottningar och hanar) som parar sig med varandra. Hanarna utvecklas ur obefruktade ägg och saknar gadd. Bosäsongen är lång, och kan vid gynnsamt väder vara hösten ut.
På norra halvklotet dör den ursprungliga drottningen mot hösten, varefter kolonin kollapsar: Arbetarna börjar lägga ägg, som i enstaka fall överlever och utvecklas till hanar, samtidigt som de dödar och/eller kastar ut kvarvarande larver. De nya drottningarna letar upp övervintringsplatser och förbereder övervintringen.

## Predation och förhållande till andra djur
Framför allt bivråk och grävling äter vanlig geting, men även björn och räv.
Det finns ett flertal ofarliga insekter som härmar getingens utseende, så kallat Bates mimikry. Hit hör bland annat blomflugor.

## Galleri

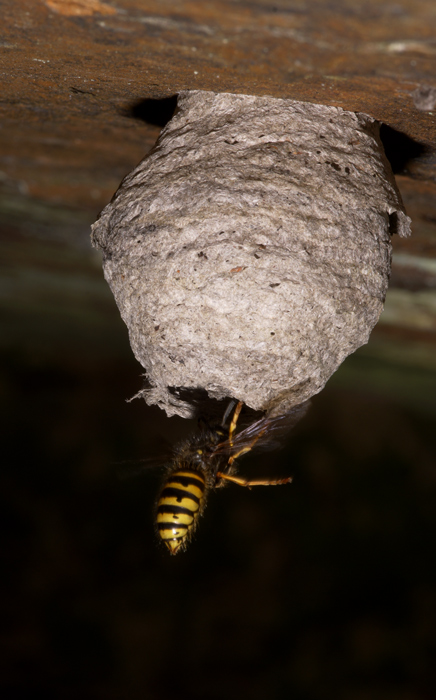
Getingbo med drottning
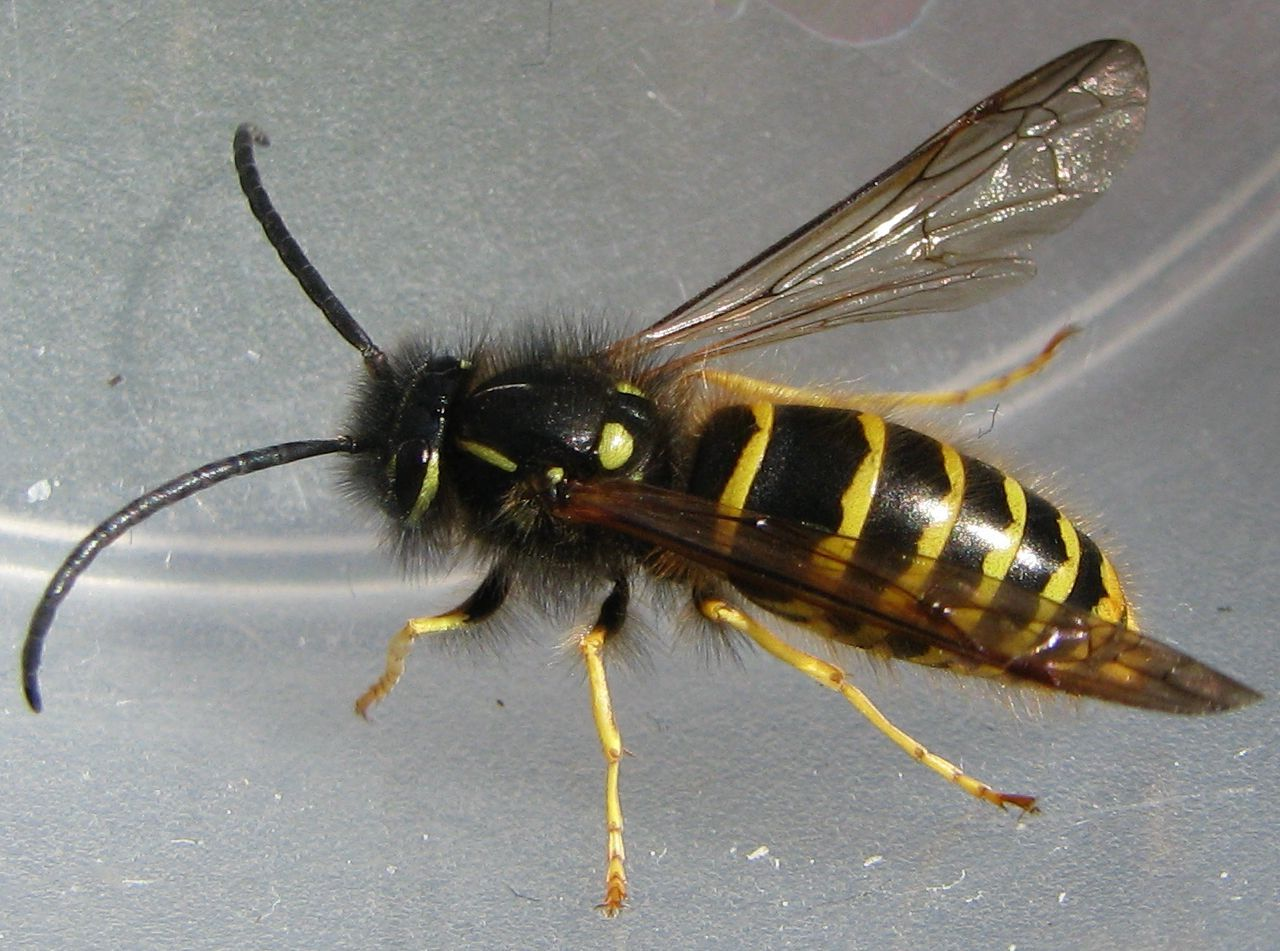
Hane
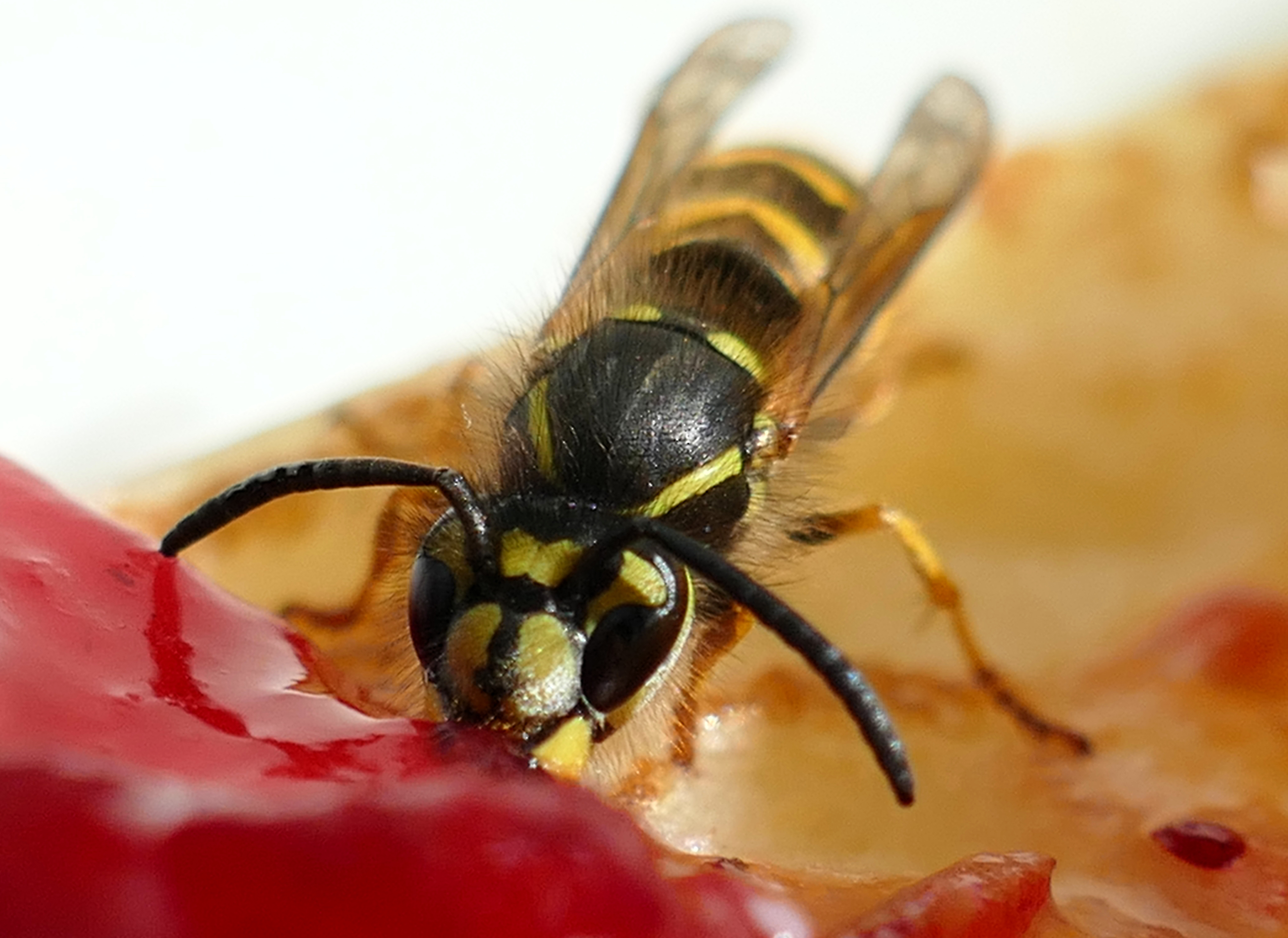
Geting, plättar och lingonsylt